# Distrikt Santa Catalina de Mossa
Der Distrikt Santa Catalina de Mossa liegt in der Provinz Morropón der Region Piura in Nordwest-Peru. Der Distrikt wurde am 22. Mai 1958 gegründet. Er hat eine Fläche von 80,4 km². Beim Zensus 2017 lebten 3846 Einwohner im Distrikt. Im Jahr 1993 betrug die Einwohnerzahl 4555, im Jahr 2007 4289. Verwaltungssitz ist die 850 m hoch gelegene Ortschaft Paltashaco mit 360 Einwohnern (Stand 2017). Paltashaco liegt 30 km östlich der Provinzhauptstadt Chulucanas.

## Geographische Lage
Der Distrikt Santa Catalina de Mossa liegt im zentralen Nordosten der Provinz Morropón. Der Distrikt erstreckt sich über die Westflanke der peruanischen Westkordillere. Der Distrikt liegt im Einzugsgebiet des Río Piura. Der Río Las Gallegas fließt entlang der westlichen Distriktgrenze, der Río Chalaco entlang der östlichen Distriktgrenze nach Südwesten. Beide Flüsse münden in den Río Corrales, der entlang der den Distrikt im Süden begrenzt.
Der Distrikt Santa Catalina de Mossa grenzt im Südwesten an den Distrikt Morropón, im Nordwesten an den Distrikt Santo Domingo, im Nordosten an den Distrikt Chalaco, im Südosten an den Yamango, im Osten an den Distrikt San Juan de Bigote sowie im Süden an den Distrikt Buenos Aires.